# 44e session du Comité du patrimoine mondial
La 44e session du Comité du patrimoine mondial devait se dérouler du 29 juin au 9 juillet 2020 à Fuzhou en Chine.
À la lumière des développements dans le monde liés à la pandémie de Covid-19, il a été décidé que la 44e session du Comité du patrimoine mondial serait repoussée à une date ultérieure. Lors de sa 14e session extraordinaire, qui s’est tenue en ligne le 2 novembre 2020, le Comité du patrimoine mondial a décidé de tenir une 44e session élargie du 16 au 31 juillet 2021. La séance s'est déroullée sur 14 jours, au lieu de 10 habituellement, avec une présence physique réduite des participants, la majorité d'entre eux, y compris les membres du comité doté d'un droit de vote, on rejoint la session en visioconférence.
42 nouvelles candidatures ont été discutées. 34 biens ont fait leur entrée sur la liste du patrimoine mondial, dont 15 malgré un avis défavorable des instances consultatives (ICOMOS et UICN).

## Nouveaux biens
Les 34 biens suivants sont inscrits au patrimoine mondial. La liste précise si les biens ont été soumis pour l'année 2020 ou l'année 2021.
| Id.  | Bien | Pays                                                           | Superficie (ha) | Critères et notes | Coordonnées | Illus. |
| ---- | --- | -------------------------------------------------------------- | --------------- | --- | --- | ------ |
| 1613 | Grandes villes d'eaux d'Europe                                                                           | Allemagne Autriche Belgique France Italie Royaume-Uni Tchéquie | 7 018           | Culturel, (ii), (iii) Soumis pour 2020 Le site transnational des grandes villes d'eaux d'Europe comprend 11 stations thermales situées dans sept pays européens : Bad Ems, Baden-Baden, Bad Kissingen, Baden bei Wien, Spa, Vichy, Montecatini Terme, Bath, Franzensbad, Karlovy Vary et Marienbad. | 48° 00′ 43″ N, 16° 14′ 35″ E 50° 29′ 31″ N, 5° 51′ 50″ E 50° 07′ 12″ N, 12° 21′ 07″ E 50° 13′ 52″ N, 12° 52′ 19″ E 49° 57′ 54″ N, 12° 42′ 04″ E 46° 07′ 41″ N, 3° 25′ 37″ E 50° 20′ 17″ N, 7° 42′ 40″ E 48° 45′ 47″ N, 8° 14′ 28″ E 50° 12′ 00″ N, 10° 04′ 01″ E 43° 52′ 59″ N, 10° 46′ 16″ E 51° 22′ 52″ N, 2° 21′ 36″ O |        |
| 1614 | La Mathildenhöhe à Darmstadt                                                                             | Allemagne                                                      | 5,37            | Culturel, (ii), (iv) Soumis pour 2020 | 49° 52′ 37″ N, 8° 40′ 05″ E |        |
| 1631 | Frontières de l'Empire romain – le limes de Germanie inférieure                                          | Allemagne Pays-Bas                                             | 812,75          | Culturel, (ii), (iii), (iv) Soumis pour 2021 Ce bien transnational est composé de 102 éléments s'étirant sur 400 km. | 52° 11′ N, 4° 26′ E |        |
| 1636 | Sites SchUM de Spire, Worms et Mayence                                                                   | Allemagne                                                      | 5,56            | Culturel, (ii), (iii), (vi) Soumis pour 2021 | 49° 19′ 08″ N, 8° 25′ 52″ E 49° 37′ 55″ N, 8° 21′ 54″ E 49° 59′ 56″ N, 8° 16′ 26″ E |        |
| 1619 | Aire culturelle de Ḥimā                                                                                  | Arabie saoudite                                                | 242,17          | Culturel, (iii) Soumis pour 2020 | 18° 19′ 01″ N, 44° 32′ 42″ E |        |
| 1555 | Colonies de bienfaisance                                                                                 | Belgique Pays-Bas                                              | 2 012           | Culturel, (ii), (iv) Soumis pour 2020 Site transfrontalier. Comprend un site en Belgique : colonie de Wortel ; et deux sites aux Pays-Bas : Frederiksoord-Wilhelminaoord et Veenhuizen. | 52° 55′ 30″ N, 6° 16′ 59″ E 51° 24′ 11″ N, 4° 49′ 26″ E 53° 02′ 31″ N, 6° 23′ 31″ E |        |
| 1620 | Site Roberto Burle Marx                                                                                  | Brésil                                                         | 40,53           | Culturel, (ii), (iv) Soumis pour 2020 | 23° 01′ 26″ S, 43° 32′ 42″ O |        |
| 1634 | Peuplement et momification artificielle de la culture chinchorro dans la région d'Arica et de Parinacota | Chili                                                          | 4,78            | Culturel, (iii), (v) Soumis pour 2021 3 sites : versant nord du Morro de Arica (es), Colón 10, embouchure du Camarones (es) | 18° 28′ 55″ S, 70° 19′ 19″ O |        |
| 1561 | Quanzhou : emporium mondial de la Chine des Song et des Yuan                                             | Chine                                                          | 536,08          | Culturel, (iv) Soumis pour 2020 Le site comprend des édifices religieux, notamment la mosquée Qingjing, du XIe siècle, l'un des premiers édifices islamiques de Chine, des tombes islamiques et un large éventail de vestiges archéologiques. | 24° 42′ 36″ N, 118° 26′ 38″ E |        |
| 1591 | Getbol, étendues cotidales coréennes                                                                     | Corée du Sud                                                   | 128 411         | Naturel, (x) Soumis pour 2020 Comprend 4 sites : Seocheon Getbol, Gochang Getbol, Shinan Getbol et Boseong-Suncheon Getbol (ko) | 36° 02′ 42″ N, 26° 36′ 50″ E 35° 32′ 56″ N, 126° 33′ 00″ E 34° 49′ 44″ N, 126° 06′ 14″ E 34° 49′ 12″ N, 127° 27′ 32″ E |        |
| 1648 | Mosquées de style soudanais du nord ivoirien (en)                                                        | Côte d'Ivoire                                                  | 0,1298          | Culturel, (ii), (iv) Soumis pour 2021 Le bien comprend huit mosquées : Tengréla, Kouto, Sorobango, Samatiguila, Nambira, Kong (grande et petite) et Kaouara. | 10° 29′ N, 6° 25′ O 9° 53′ 28″ N, 6° 24′ 50″ O 8° 10′ 23″ N, 2° 42′ 40″ O 9° 49′ 08″ N, 7° 33′ 32″ O 10° 07′ 44″ N, 5° 54′ 14″ O 9° 08′ 56″ N, 4° 36′ 36″ O 9° 08′ 53″ N, 4° 36′ 40″ O 10° 05′ 24″ N, 5° 11′ 42″ O |        |
| 1618 | Paseo del Prado et Buen Retiro, un paysage des arts et des sciences                                      | Espagne                                                        | 218,91          | Culturel, (ii), (iv), (vi) Soumis pour 2020 Ce site incarne une nouvelle conception de l'espace urbain et un modèle d'urbanisme remontant à la période de l'absolutisme éclairé du XVIIIe siècle. Des édifices consacrés aux arts et aux sciences se joignent à d'autres, consacrés à l'industrie, aux soins de santé et à la recherche. Tous illustrent collectivement l'aspiration à une société utopique durant l'apogée de l'Empire espagnol.                                                       | 40° 24′ 54″ N, 3° 41′ 13″ O |        |
| 1625 | Phare de Cordouan                                                                                        | France                                                         | 23 582          | Culturel, (i), (iv) Soumis pour 2020 | 45° 35′ 10″ N, 1° 10′ 23″ O |        |
| 1635 | Nice, la ville de la villégiature d'hiver de riviera                                                     | France                                                         | 522             | Culturel, (ii) Soumis pour 2021 | 43° 42′ 07″ N, 7° 16′ 19″ E |        |
| 1653 | Parc national de l'Ivindo                                                                                | Gabon                                                          | 298 758         | Naturel, (ix), (x) Soumis pour 2021 | 0° 24′ 22″ N, 12° 38′ 28″ E |        |
| 1616 | Forêts pluviales et zones humides de Colchide (en)                                                       | Géorgie                                                        | 31 253          | Naturel, (ix), (x) Soumis pour 2020 Comprend 7 éléments : Kintrishi (en)-Mtirala (en), Ispani, Grigoleti (en), Imnati, Pitshora, Nabada et Churia | 41° 48′ N, 41° 49′ E |        |
| 1570 | Temple de Kakatiya Rudreshwara (Ramappa), Telangana                                                      | Inde                                                           | 5,93            | Culturel, (i), (iii) Soumis pour 2020 Rudreshwara, communément appelé temple Ramappa, est situé dans le village de Palampet, à environ 200 km au nord-est d'Hyderabad, dans l'État du Telangana. | 18° 15′ 32″ N, 79° 56′ 35″ E |        |
| 1645 | Dholavira : une cité harapéenne                                                                          | Inde                                                           | 103             | Culturel, (iii), (iv) Soumis pour 2021 | 23° 53′ 10″ N, 70° 11′ 02″ E |        |
| 1585 | Chemin de fer transiranien                                                                               | Iran                                                           | 5 784           | Culturel, (ii), (iv) Soumis pour 2020 Commencé en 1927 et achevé en 1938, ce chemin de fer de 1 394 km de long a été conçu et réalisé grâce à une collaboration fructueuse entre le gouvernement iranien et 43 entreprises de construction de nombreux pays. | 35° 39′ 29″ N, 51° 23′ 53″ E |        |
| 1647 | Paysage culturel de Hawraman (en)/Uramanat                                                               | Iran                                                           | 106 307         | Culturel, (iii), (v) Soumis pour 2021 | 35° 00′ 18″ N, 46° 37′ 44″ E |        |
| 1623 | Cycles de fresques du XIVe siècle à Padoue                                                               | Italie                                                         | 19,96           | Culturel, (ii) Soumis pour 2020 Ensemble de 8 sites : chapelle des Scrovegni, église des Érémitiques, palazzo della Ragione, chapelle des Cararesi (it), baptistère de la cathédrale, basilique et monastère Saint-Antoine, oratoire Saint-Georges, oratoire Saint-Michel (it) | 45° 24′ 43″ N, 11° 52′ 48″ E |        |
| 1650 | Les portiques de Bologne                                                                                 | Italie                                                         | 52,18           | Culturel, (iv) Soumis pour 2021 Comprend 12 sites : Santa Caterina e Saragozza, Santo Stefano e Mercanzia (it), Galliera, Baraccano (it), Pavaglione, Banchi e Piazza Maggiore, San Luca, Università e Accademia, Certosa, Cavour (it), Farini e Minghetti (it), Strada Maggiore, MamBo, Treno della Barca. | 44° 29′ 28″ N, 11° 19′ 59″ E |        |
| 1574 | Île Amami-Oshima, île Tokunoshima, partie nord de l'île d'Okinawa et île d'Iriomote                      | Japon                                                          | 42 698          | Naturel, (x) Soumis pour 2020 Couvrant 42 698 ha de forêts pluviales subtropicales sur quatre îles d'un archipel situé au sud-ouest du Japon, ce site en série forme un arc à la limite entre la mer de Chine orientale et la mer des Philippines. | 28° 16′ 44″ N, 129° 22′ 41″ E 27° 45′ 47″ N, 128° 58′ 01″ E 27° 51′ 47″ N, 128° 55′ 44″ E 26° 43′ 30″ N, 128° 13′ 12″ E 24° 19′ 34″ N, 123° 48′ 32″ E |        |
| 1632 | Sites préhistoriques Jomon du nord du Japon                                                              | Japon                                                          | 141,9           | Culturel, (iii), (v) Soumis pour 2021 Comprend 17 sites archéologiques. | 40° 48′ 43″ N, 140° 41′ 49″ E |        |
| 689  | As-Salt – lieu de tolérance et d'hospitalité urbaine                                                     | Jordanie                                                       | 24,68           | Culturel, (ii), (iii) Soumis pour 2021 | 32° 02′ 35″ N, 35° 43′ 41″ E |        |
| 1624 | Ensemble archéoastronomique de Chanquillo                                                                | Pérou                                                          | 4 480           | Culturel, (i), (iv) Soumis pour 2020 | 9° 33′ 25″ S, 78° 14′ 10″ O |        |
| 1552 | Paysage minier de Roșia Montană                                                                          | Roumanie                                                       | 341,42          | Culturel, (ii), (iii), (iv) Soumis pour 2020 Classé concomitamment sur la liste du patrimoine mondial en péril. | 46° 18′ 22″ N, 23° 07′ 52″ E |        |
| 1633 | Le paysage d'ardoise du nord-ouest du pays de Galles                                                     | Royaume-Uni                                                    | 3 259,01        | Culturel, (ii), (iv) Soumis pour 2021 Comprend 6 sites : carrière de Penrhyn et Bethesda, et la vallée de l'Ogwen (en) jusqu'à Port Penrhyn (en), paysage de montagne de la carrière d'ardoise de Dinorwic (en), paysage des carrières d'ardoise de la vallée de Nantlle (en), carrières, chemins de fer et moulins de Gorseddau et du prince de Galles, Ffestiniog : mines, carrières, et chemin de fer pour Porthmadog, carrière de Bryn Eglwys (en), Abergynolwyn (en) et chemin de fer de Talyllyn. | 53° 07′ 16″ N, 4° 06′ 54″ O |        |
| 1654 | Pétroglyphes du lac Onega et de la mer Blanche                                                           | Russie                                                         | 7 049,54        | Culturel, (iii) Soumis pour 2021 | 61° 43′ 48″ N, 36° 00′ 47″ E 64° 29′ 28″ N, 34° 40′ 16″ E |        |
| 1643 | Les œuvres de Jože Plečnik à Ljubljana – une conception urbaine centrée sur l'humain                     | Slovénie                                                       | 19,138          | Culturel, (iv) Soumis pour 2021 Comprend 7 sites : le pont de Trnovo (sl), la promenade verte le long de la rue Vegova (sl), la promenade le long des quais et ponts de la Ljubljanica, le mur romain de Mirje, l'église Saint-Michel (sv), l'église Saint-François-d'Assise (sl), le jardin de tous les saints dans le cimetière de Žale. | 46° 02′ 35″ N, 14° 30′ 07″ E |        |
| 1461 | Complexe des forêts de Kaeng Krachan                                                                     | Thaïlande                                                      | 408,94          | Naturel, (x) Soumis pour 2020 | 12° 45′ N, 99° 36′ E |        |
| 1622 | Tell d'Arslantepe                                                                                        | Turquie                                                        | 4,85            | Culturel, (iii) Soumis pour 2020 | 38° 22′ 55″ N, 38° 21′ 40″ E |        |
| 1612 | L'œuvre de l'ingénieur Eladio Dieste : Église d'Atlántida                                                | Uruguay                                                        | 0,56            | Culturel, (iv) Soumis pour 2020 | 34° 53′ 02″ S, 56° 10′ 55″ O |        |

## Extensions
- Ligne de défense d'Amsterdam (Pays-Bas) devient Lignes d’eau de défense hollandaises par la modification importante des délimitations du bien qui s’étend du lac d’IJssel (à l’époque Zuiderzee) à Muiden dans le delta de Biesbosch à Werkendam[2].
- Extension des Premiers monastères du XVIe siècle sur les versants du Popocatépetl à l'ensemble franciscain du monastère et de la cathédrale Notre-Dame-de-l'Assomption de Tlaxcala (en)[3].
- /  /  /  /  /  /  /  /  /  /  /  /  /  /  /  /  /  /  /  Extension des Forêts primaires de hêtres des Carpates et d'autres régions d'Europe à des forêts de Bosnie-Herzégovine, de France, d'Italie, de Macédoine du Nord, du Monténégro, de Pologne, de République tchèque, de Serbie, de Slovaquie et de Suisse[4].

## Autres

### Classement sur la liste du patrimoine en péril
Le site suivant est classé sur la liste du patrimoine en péril.
- Paysage minier de Roșia Montană (inscrit en 2021)

### Retrait de la liste du patrimoine en péril
Le site suivant est retiré du patrimoine en péril.
- Parc national de la Salonga (inscrit en 1999)

### Retrait de la liste du patrimoine mondial

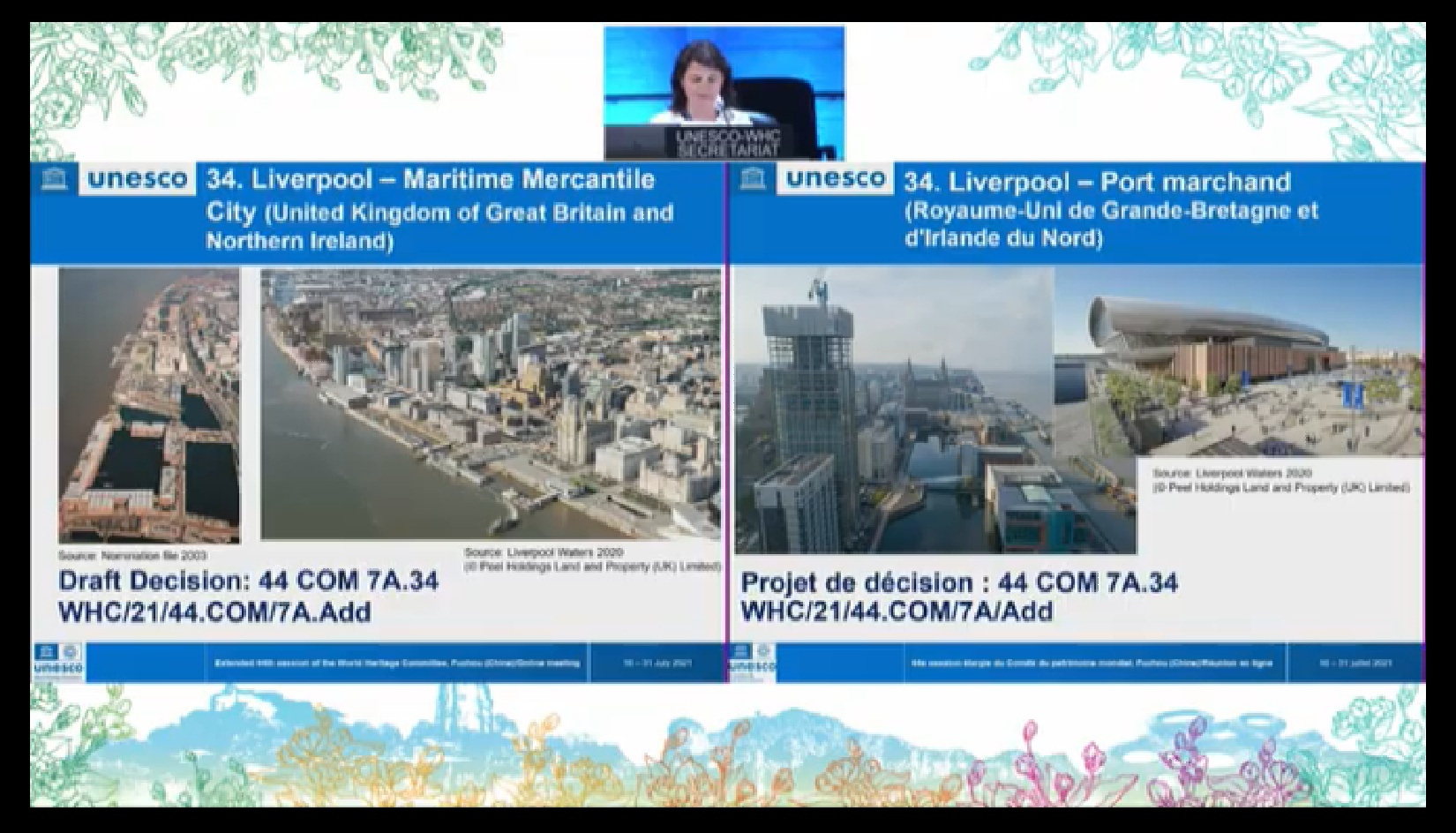
Discussion du retrait de Liverpool de la liste du patrimoine mondial.

Après un vote à bulletin secret, demandé par la Norvège, le site suivant a été délisté :
- Liverpool – Port marchand (inscription en 2004, inscription sur la liste du patrimoine en péril en 2012)